# Knightsbridge (stacja metra)

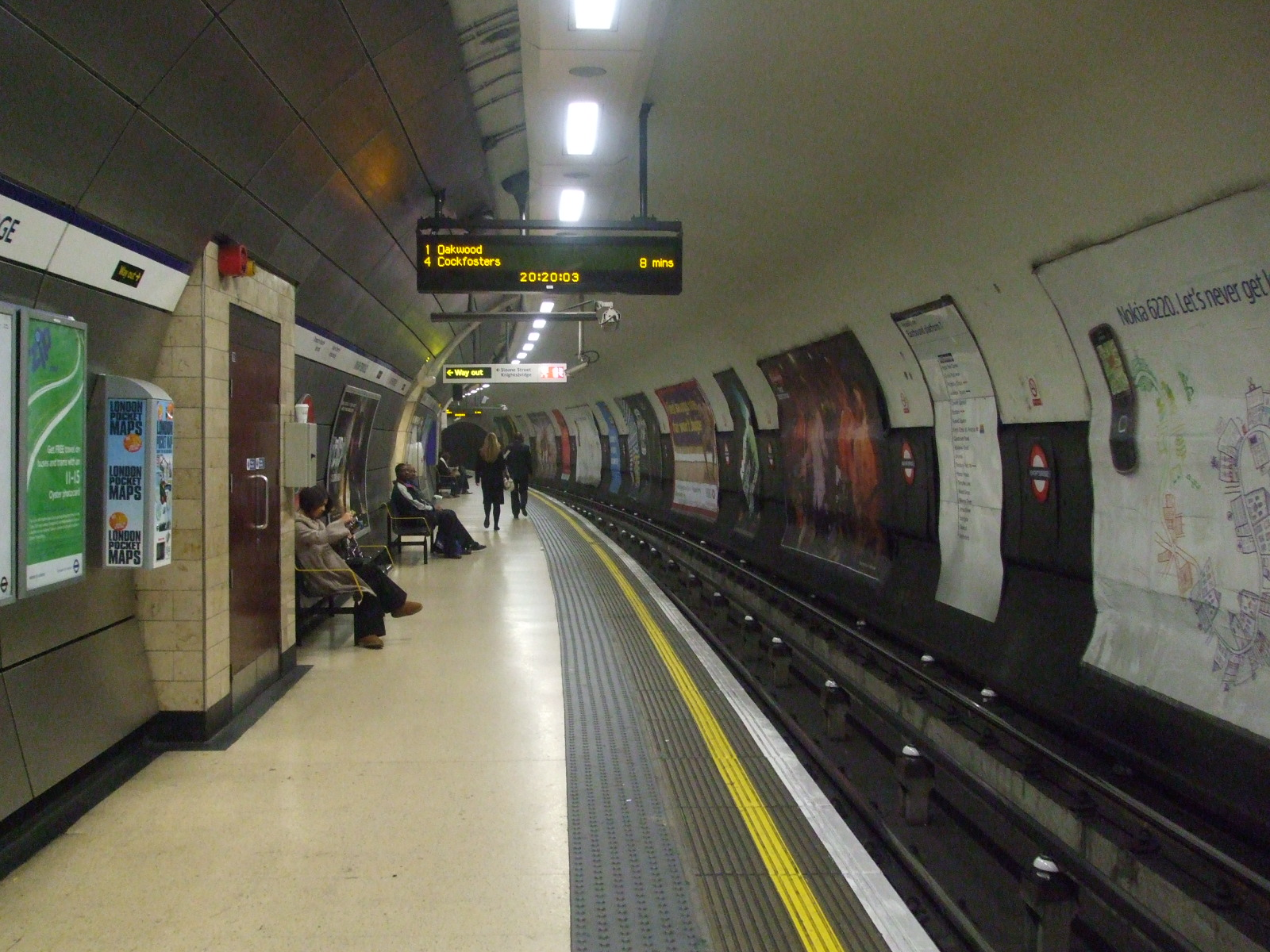
Peron w kierunku wschodnim

Knightsbridge – stacja metra londyńskiego położona w dzielnicy Kensington and Chelsea. Działa od 1906 roku i leży na trasie Piccadilly line. Co roku korzysta z niej ok. 21,6 milionów pasażerów. Stacja należy do pierwszej strefy biletowej.